# 瓦勒叙宗
瓦勒叙宗（法語：Val-Suzon，法語發音：[val syzɔ̃]）是法国科多尔省的一个市镇，位于该省东部偏北，属于第戎区。

## 地名
该地名“瓦勒叙宗”（Val-Suzon）由两部分组成：“瓦勒”（Val），法语意为“谷”；“叙宗”（Suzon），即叙宗河，其为流经该地一条河流。

## 地理
瓦勒叙宗（47°24'27"N, 4°53'36"E）面积18.51 平方千米，位于法国勃艮第-弗朗什-孔泰大區科多尔省，该省份为法国中东部省份，北起奥布省，西接涅夫勒省和约讷省，南至索恩-卢瓦尔省，东南接汝拉省，东临上索恩省，东北部与上马恩省接壤。
与瓦勒叙宗接壤的市镇（或旧市镇、城区）包括：屈尔蒂勒圣塞纳、帕克、普勒努瓦、达鲁瓦、埃托勒、弗朗什维尔、梅西尼和旺图、圣马丹迪蒙、索西。
瓦勒叙宗的时区为UTC+01:00、UTC+02:00（夏令时）。

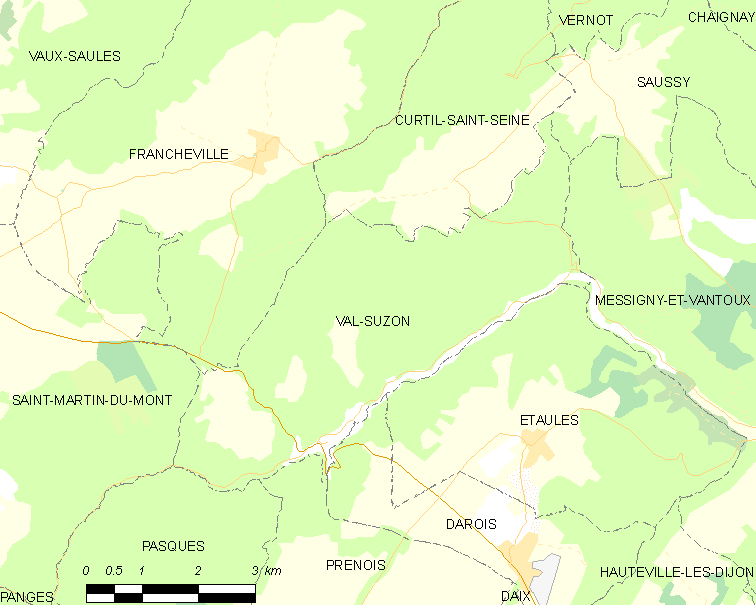
瓦勒叙宗的OSM定位图

## 行政
瓦勒叙宗的邮政编码为21121，INSEE市镇编码为21651。

## 政治
瓦勒叙宗所属的省级选区为方丹莱第戎县。

## 文化
瓦勒叙宗因历史上的瓦勒叙宗汽车竞赛而闻名。 

## 交通
科多尔省省道D7线和D971线在境内交汇。

## 人口

1962-2008年间瓦勒叙宗人口变化图示

瓦勒叙宗于2022年1月1日时的人口数量为204人。